# Мазері
Мазері (груз. მაზერი) — село в Грузії.
За даними перепису населення 2014 року в селі проживає 159 осіб.